# Antonino Valsecchi
Antonino Valsecchi ou Antoninus Valsecchius (1708 à Vérone, Italie - 15 mars 1791 à Padoue, Italie) est un apologète appartenant à l'Ordre des Prêcheurs (dominicain).

## Biographie
Antonino Valsecchi naît en 1708 à Vérone en Italie.
Dominicain et apologète, il a été professeur à l'université de Padoue.
Il meurt le 15 mars 1791 à Padoue en Italie.

## Œuvres
- (la) De las fuentes de la impiedad
- (la) De spiritu philosophico
- (la) Dei fondamenti della religione e dei fonti dell'empietà libri tre
- (la) Ecclesiæ Romanæ veritas demonstrata illustrata et defensa opus p. Antonini Valsecchi
- (la) Fundamenta religionis et fontes impietatis
  - (en) Of the foundations of religion, and the fountains of impiety, 1800
- (la) La verita della Chiesa Cattolica romana
- (la) Orazione in morte di Apostolo Zeno, poeta e storico cesareo
- (la) Praelectiones theologicae
- (la) Prediche quaresimali
- (la) Quaresimale e panegirici
- (la) Religion vincitrice
- (la) Religio vintriu opus R. P. Antonini Valsechii : E praedic Ord Publ. Prim. Professoris S. Theologiae Gymnasio : relativum ad libros de fundamentos religiorus, deque impietates
- (la) Panegirici e discorsi del Padre Maestro Antonino Valsecchi (posthume)